# Fayón (kommunhuvudort)
Fayón är en kommunhuvudort i Spanien.   Den ligger i provinsen Provincia de Zaragoza och regionen Aragonien, i den östra delen av landet, 300 km öster om huvudstaden Madrid. Fayón ligger 196 meter över havet och antalet invånare är 404.
Terrängen runt Fayón är kuperad åt nordost, men åt sydväst är den platt. Runt Fayón är det glesbefolkat, med 11 invånare per kvadratkilometer. Närmaste större samhälle är Mequinensa / Mequinenza, 15,1 km norr om Fayón. Omgivningarna runt Fayón är i huvudsak ett öppet busklandskap.